# Hipposideros camerunensis
Hipposideros camerunensis — один з видів кажанів родини Hipposideridae.

## Поширення
Країни поширення: Камерун, Демократична Республіка Конго, Кенія. Виявлений від рівня моря до 500 м, і, ймовірно, вище.

## Загрози та охорона
Якщо це лісозалежний вид, то він, ймовірно, потерпає від поточних втрат лісу. Не відомо, чи живе в охоронних територіях.